# Marian Przykucki
Marian Przykucki (Skoki, 27 januari 1924 - Szczecin, 16 oktober 2009) was een Pools aartsbisschop.
Przykucki werd in 1950 tot priester gewijd. Hij werd zielzorger en leraar in Chodzież en Poznań. In 1954 werd hij kapelaan en secretaris van de aartsbisschoppen van Poznań, Walenty Dymek en Antoni Baraniak. In 1973 werd hij hulpbisschop in het aartsbisdom Poznań en titulair bisschop van Glenndálocha. In 1982 werd hij bisschop van Chełmża en in 1992 aartsbisschop van Szczecin-Kamień. In 1999 ging hij met emeritaat.

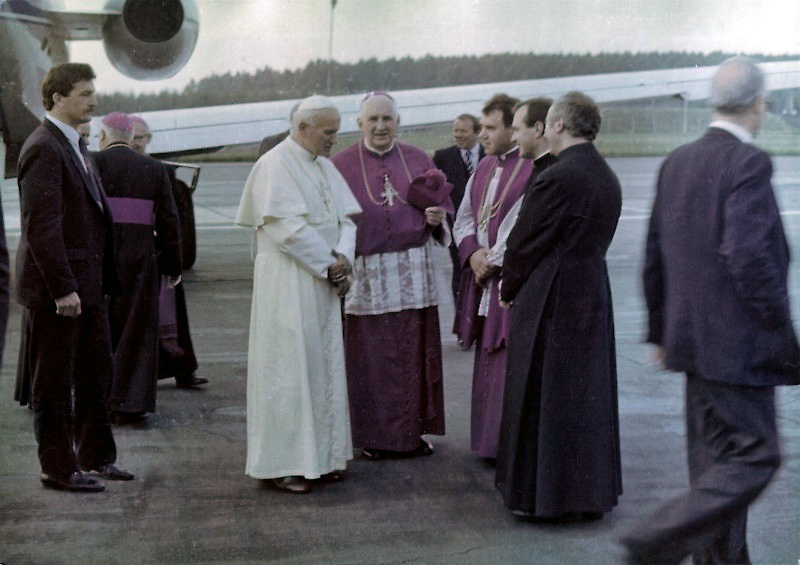
Przykucki (midden) met paus Johannes Paulus II in 1987